# Pont-d'Ain
Pont-d'Ain är en kommun i departementet Ain i regionen Auvergne-Rhône-Alpes i östra Frankrike. Kommunen ligger  i kantonen Pont-d'Ain som ligger i arrondissementet Bourg-en-Bresse. Kommunens areal är 11,22 km². År 2022 hade Pont-d'Ain 2 862 invånare.

## Befolkningsutveckling
Antalet invånare i kommunen Pont-d'Ain
Referens: INSEE